# Steve Longworth
Steve Longworth (* 27. Juli 1948; † 10. Oktober 2021 in Blackburn) war ein englischer Snookerspieler, der ab der Saison 1984/85 für elf Saisons Profispieler war.

## Karriere

### Anfänge
Bereits Longworths’s Vater Harold Longworth war ein passabler Snookerspieler. Steve Longworth erreichte mit etwa 25 Jahren 1974 das Viertelfinale der nordenglischen Snooker-Meisterschaft, wo er gegen den späteren englischen Meister Ray Edmonds verlor. Nach einer Auftaktniederlage 1976 zog er 1977 dann ins Halbfinale ein, in dem er sich jedoch Dave Martin geschlagen geben musste. Ein Jahr später nahm er erstmals an den Pontins Spring Open – einem Turnier, bei dem sowohl Amateure als auch Profis mitspielten – teil, bei dem er nach Siegen über Mario Berni und Brian Cakebread sich dem mehrfachen Profi-Weltmeisters Ray Reardon geschlagen geben musste.
Im Jahr 1984 gelang ihm der Durchbruch, als er im Finale der nordenglischen Snooker-Meisterschaft Jack McLaughlin mit 8:7 besiegte und sich so für das Endspiel um die englische Meisterschaft qualifizierte. Dieses Spiel gewann Longworth ebenfalls; er besiegte den Waliser Wayne Jones mit 13:8 und wurde zur Saison 1984/85 Profispieler.

### Erste Profijahre
Longworth begann seine erste Profisaison mit zwei Niederlagen sehr verhalten, bis er erst bei der UK Championship die Runde der letzten 64 und beim anschließenden Classic mit Siegen über beispielsweise Peter Francisco, Neal Foulds und David Taylor das Achtelfinale erreichte, in dem er sich Cliff Thorburn geschlagen geben musste. Kurz darauf gelang ihm bei der englischen Profimeisterschaft mithilfe eines Sieges über Jimmy White und weiteren der Einzug ins Halbfinale, das er jedoch gegen Tony Knowles verlor. Bei den British Open besiegte er dann Fred Davis und Cliff Wilson, ehe er erneut an Knowles scheiterte. Zum Saisonende besiegte er in der Qualifikation für die Snookerweltmeisterschaft den Australier James Giannaros und den Engländer Graham Cripsey, bevor er Jimmy van Rensberg unterlag. Durch seine guten Ergebnisse wurde Longworth auf der Weltrangliste für die nächste Saison auf dem 37. Platz gelistet.
Diese startete für McLaughlin mit einem Zweitrundenaus bei der Matchroom Trophy, ehe er beim Grand Prix ins Achtelfinale einzog und dort Kirk Stevens unterlag. Nach einer Niederlage gegen Tony Meo in der Runde der letzten 64 bei der UK Championship verlor er beim Classic sein Auftaktspiel, ehe er in der Runde der letzten 32 der englischen Profimeisterschaft gegen Dean Reynolds verlor. Anschließend erreichte er bei den British Open mit Siegen über Pat Houlihan und Eugene Hughes die Runde der letzten 32, in der er sich Peter Francisco geschlagen geben musste. McLaughlin beendete die Saison mit dem Einzug in die allerletzte Qualifikationsrunde für die Snookerweltmeisterschaft, in der er von John Virgo mit 8:10 besiegt wurde. Auf der Weltrangliste verbesserte sich McLaughlin um sechs Plätze auf den 31. Rang.

### Etablierung in den Top 30
Nachdem Longworth zu Beginn der Saison 1986/87 zwei Auftaktniederlage hatte einstecken müssen, erreichte er bei der UK Championship mit Siegen über Brian Rowswell und Doug Mountjoy die Runde der letzten 32, in welcher er an John Parrott scheiterte. Nach einer Zweitrundenniederlage beim Classic und zwei Auftaktniederlage zog Longworth zum ersten Mal in seiner Karriere durch einen 10:2-Sieg über Tommy Murphy ins Crucible Theatre – also in die Hauptrunde der Snookerweltmeisterschaft – ein. Dort besiegte er Kirk Stevens, ehe er im Achtelfinale Stephen Hendry unterlag. Durch diesen Erfolg sicherte sich Longworth den 31. Weltranglistenplatz erneut.
Die nächste Saison begann mit einer Niederlage in der Runde der letzten 32 der International Open, bevor er nach einer Auftaktniederlage beim Grand Prix auch bei der UK Championship und beim Classic die Runde der letzten 32 erreichte. Anschließend verlor er im Achtelfinale der englischen Profimeisterschaft erneut gegen Tony Meo, bevor er bei den British Open erneut sein Auftaktspiel verlor. Zum Saisonende qualifizierte sich Longworth mit einem 10:2-Sieg über Graham Cripsey für die Hauptrunde der Snookerweltmeisterschaft, in der er sofort mit 1:10 gegen Terry Griffiths unterlag. Auf der Weltrangliste verbesserte sich Longworth um einen Platz, sodass er in der folgenden Saison auf dem 30. Platz gelistet war. Dieser blieb für ihn die beste Weltranglistenplatzierung seiner Karriere.
Nach einem verhaltenen Start in die Saison 1988/89 zog Longworth beim Canadian Masters ins Achtelfinale ein, ehe er bei der UK Championship gegen Danny Fowler eine weitere Auftaktniederlage einstecken musste. Im neuen Jahr erreichte er das Viertelfinale des dritten WPBSA-Non-Ranking-Event, bevor er nach einer erneuten Auftaktniederlage die Runde der letzten 32 der European Open erreichte und mit 0:5 gegen Stephen Hendry verlor. Anschließend zog er ins Viertelfinale der englischen Profimeisterschaft und kurz darauf in die Runde der letzten 32 der British Open ein, bevor er in der Qualifikation für die Snookerweltmeisterschaft mit 0:10 dem Iren Paddy Browne unterlag. Durch diese Ergebnisse verlor Longworth auf der Weltrangliste vier Plätze und landete so auf dem 34. Rang.

### Absturz auf den 123. Weltranglistenplatz
Nach zwei Auftaktniederlagen zum Start der Saison 1989/90 erreichte Longworth beim ersten Event der WPBSA Non-Ranking 1989 mit einem Sieg über Matt Gibson die Runde der letzten 32, in der sich John Rea geschlagen geben musste. Nachdem er erneut ein Auftaktspiel verloren hatte, erreichte McLaughlin die Runde der letzten 64 beim Grand Prix und nach zwei weiteren Auftaktniederlagen die der UK Championship. Auch ins neue Jahr startete Longworth mit einer Auftaktniederlage, bevor er mit einem Sieg über Brian Morgan die Runde der letzten 64 der British Open erreichte und dort gegen Tony Drago verlor. Doch zum Saisonende musste Longworth zwei weitere Auftaktniederlagen einstecken, wodurch er aus den Top 50 auf den 57. Weltranglistenplatz abstürzte.
Auch zu Beginn der nächsten Saison erlitt Longworth zwei Auftaktniederlagen, ehe er bei den Asian Open mit einem Sieg über Malcolm Bradley die Runde der letzten 64 erreichte und gegen Willie Thorne ausschied. Jedoch folgte eine erneute Serie von Auftaktniederlagen, die er mit einem 5:4-Sieg über Stephen Murphy beim Classic beendete, anschließend verlor er aber gegen Dene O’Kane. Kurz darauf zog Longworth mit Siegen über Martin Clark, Jim Rempe, Stefan Mazrocis und Jonathan Birch ins Viertelfinale des Männereinzelwettbewerbs des World Masters ein, in dem er gegen Jimmy White ausschied. Longworth jedoch setzte anschließend seine Auftaktniederlagenserie fort und verlor alle drei ausstehenden Saisonspiele. Auf der Weltrangliste rutschte er deshalb auf den 98. Platz ab.
Nach einer weiteren Auftaktniederlage im ersten Turnier der Saison 1991/92 erreichte Longworth die Runde der letzten 96 beim Grand Prix und bei der UK Championship sowie die für ihn zweite Runde der Benson & Hedges Championship. Nach drei Auftaktniederlagen im neuen Jahr zog er in die Runde der letzten 128 der British Open ein, jedoch folgten zwei weitere Auftaktniederlagen. In der Qualifikation für die Snookerweltmeisterschaft besiegte er Robert Dickson, bevor er mit einer 6:10-Niederlage gegen Stephen Murphy ausschied. Auf der Rangliste stürzte er weiter ab, in der nächsten Saison war er auf dem 123. Platz gelistet.

### Letzte Profijahre
In den ersten drei Turnieren der Saison 1992/93 musste Longworth keine Auftaktniederlagen einstecken; sowohl beim Dubai Classic als auch bei der Benson & Hedges Championship erreichte er die Runde der letzten 128, beim Grand Prix die Runde der letzten 96. Nach seiner ersten Auftaktniederlage der Saison erreichte Longworth zwei weitere Male eine Runde der letzten 128, bevor er ebenso viele Auftaktniederlagen einstecken musste. Nach einem weiteren Einzug in eine Runde der letzten 128 und einer weiteren Auftaktniederlagen gelang Longworth dann sowohl bei den Asian Open als auch bei den International Open der Einzug in die Runde der letzten 128, ehe er mit Siegen über Fergal O’Brien und Steve Lemmens die für ihn dritte Qualifikationsrunde der Snookerweltmeisterschaft erreichte und gegen Peter Ebdon ausschied. Auf der Weltrangliste gelang ihm zum ersten Mal nach vier Jahren wieder eine Verbesserung; in der folgenden Saison belegte Longworth den 115. Platz.
Die nächste Saison begann für Longworth wieder mit drei Auftaktniederlagen, sodass er erst bei den European Open zwei Spiele gewann und in der Runde der letzten 96 ausschied. Nachdem er auch bei den International Open ein Spiel gewonnen hatte, verlor er zwei weitere Auftaktspiele. Erst bei den British Open gelang ihm wieder ein Sieg, doch er schied anschließend sofort aus. Zum Ende der Saison verlor Longworth sein Auftaktspiel in der Qualifikation für die Snookerweltmeisterschaft mit 5:10 gegen Jeff Cundy. Dieses Spiel sollte das letzte Profispiel seiner Karriere sein. Obwohl er in der folgenden Saison noch auf der Weltrangliste, genauer gesagt auf dem 131. Platz, gelistet war, bestritt er keine Spiele mehr und verlor zum Ende der Saison 1994/95 seinen Profistatus.
Seinen Ruhestand als Ex-Profispieler verbrachte Longworth in seiner Heimatstadt Blackburn. Der Engländer war verheiratet und Vater zweier Töchter. Anfang 2021 wurde bei ihm eine Krebserkrankung diagnostiziert, an der er Mitte Oktober desselben Jahres in seiner Heimat im Alter von 73 Jahren verstarb. Unter anderem kondolierte Ex-Weltmeister Dennis Taylor, der Longworth einen „exzellenten Snookerspieler“ nannte. Longworths vormaliger Trainingspartner John Harrop würdigte seine Vielseitigkeit.

## Erfolge
| Ausgang         | Jahr | Turnier                              | Finalgegner     | Ergebnis |
| --------------- | ---- | ------------------------------------ | --------------- | -------- |
| Amateurturniere |      |                                      |                 |          |
| Sieger          | 1984 | English Amateur Championship – North | Jack McLaughlin | 8:7      |
| Sieger          | 1984 | English Amateur Championship         | Wayne Jones     | 13:8     |